# Fortza paris (album)
Fortza paris è il quinto album dei Tazenda, pubblicato nel 1995 dalla Visa Record e dalla Dischi Ricordi. Sarà l'ultimo album completamente composto di inediti al quale parteciperà il cantante Andrea Parodi.

## Il disco
Canzoni da notare sono, oltre alla canzone che dà il titolo all'album, il quale è stato ispirato da un antico motto dei sardi: Rios de alenos, Frore in su nie e Procurade 'e moderare, reinterpretazione di un inno popolare sardo scritto nel 1794.

## Tracce
Testi e musiche di Gino Marielli, eccetto dove indicato.
1. Fortza paris – 4:24
2. Rios de alenos – 5:11
3. Unu, duos, tres – 3:54
4. La nuova religione – 4:35
5. Procurade de moderare – 5:55 (Ignazio Mannu, Gigi Camedda)
6. Le danze del XX secolo – 5:51
7. Cresceremo – 5:07
8. Bonas noas – 4:30
9. Vita sporca – 4:03
10. Frore in su nie – 5:09

## Formazione
Tazenda
- Andrea Parodi – voce
- Gigi Camedda – tastiera, voce secondaria
- Gino Marielli – chitarra, voce secondaria

Altri musicisti
- Corrado Rustici – chitarra
- Steve Smith – batteria, percussioni